# Stadsprijs Geraardsbergen 2005
De 74e editie van de Belgische wielerwedstrijd Stadsprijs Geraardsbergen werd verreden op 31 augustus 2005. De start en finish vonden plaats in Geraardsbergen. De winnaar was Robbie McEwen, gevolgd door Björn Leukemans en Sven Nevens.

## Uitslag
| Stadsprijs Geraardsbergen 2005 |                  |                         |        |
| Plaats                         | Naam             | Ploeg                   | Tijd   |
| Winnaar                        | Robbie McEwen    | Davitamon-Lotto         | 3u 45' |
| 2                              | Björn Leukemans  | Davitamon-Lotto         | +21"   |
| 3                              | Sven Nevens      | Amuzza.com-Davo         | z.t.   |
| 4                              | Julien Laidoun   | MrBookmaker-Sports Tech | z.t.   |
| 5                              | Stijn Ennekens   | Amuzza.com-Davo         | z.t.   |
| 6                              | Matti Helminen   | Porfel Cycling Team     | z.t.   |
| 7                              | Bert Mariën      | geen                    | z.t.   |
| 8                              | Andy De Smet     | Team Skil-Moser         | +5'10" |
| 9                              | Johan Coenen     | MrBookmaker-Sports Tech | z.t.   |
| 10                             | Jonathan Henrion | Davitamon-Lotto         | z.t.   |

1912 · 1913 · 1914–1926 · 1927 · 1928–1932 · 1933 · 1934 · 1935 · 1936 · 1937 · 1938 · 1939 · 1940 · 1941 · 1942 · 1943 · 1944 · 1945 · 1946 · 1947 · 1948 · 1949 · 1950 · 1951 · 1952 · 1953 · 1954 · 1955 · 1956 · 1957 · 1958 · 1959 · 1960 · 1961 · 1962 · 1963 · 1964 · 1965 · 1966 · 1967 · 1968 · 1969 · 1970 · 1971 · 1972 · 1973 · 1974 · 1975 · 1976 · 1977 · 1978 · 1979 · 1980 · 1981 · 1982 · 1983 · 1984 · 1985 · 1986 · 1987 · 1988 · 1989 · 1990 · 1991 · 1992 · 1993 · 1994 · 1995 · 1996 · 1997 · 1998 · 1999 · 2000 · 2001 · 2002 · 2003 · 2004 · 2005 · 2006 · 2007 · 2008 · 2009 · 2010 · 2011 · 2012 · 2013 · 2014 · 2015 · 2016 · 2017 · 2018 · 2019 · 2020 · 2021 · 2022